# Laurens Verboom
Laurens Verboom (Zierikzee, 29 maart 1654 - Paramaribo, 28 juli 1688) was een Nederlands militair en ad interim gouverneur van Suriname. Hij was een zoon van Reijnbrand Verboom, schepen en lid van het stadbestuur van Zierikzee en Anna Brandijn.

## Biografie
Verboom was luitenant in het regiment onder kolonel Aernout Van Citters, dat kort daarvoor was opgericht door Gaspar de Mauregnault. In die functie gaf hij leiding aan het garnizoen in Philippine. In 1680 vertrok hij naar Suriname en moest zijn broer onbezoldigd zijn functie in het regiment overnemen.
In Suriname werd hij bevorderd tot kapitein van een compagnie te voet. In die functie veroverde hij in hetzelfde jaar de Indiaanse versterking Karassabo, bij de Coppename. Het volgende jaar werd hij bevorderd tot kapitein-majoor, commandant op de forten en kolonie van Suriname.
Hij trouwde hij met Anna Elisabeth Muenicx, dochter van Pieter Muenicx, voorheen burgemeester van Veere en op dat moment Raad-fiscaal van Suriname.
Op 19 juli 1688 raakte Verboom zwaargewond toen hij, samen met gouverneur Cornelis van Aerssen van Sommelsdijck werd aangevallen door dronken soldaten. Van Sommelsdijck overleed gelijk; Verboom ruim een week later.
Later dat jaar werd zijn dochter Laurentia geboren. Zij trouwde met Appolonius Lampsins, schepen en burgemeester van Middelburg en bewindhebber van de Vereenigde Oostindische Compagnie.
Na het overlijden van Verboom hertrouwde Anna Elisabeth met haar neef Johan Muenicx.
- Biografisch Portaal: 11703996
- International Standard Name Identifier: 0000 0000 4694 2248
- Library of Congress Control Number: no2007121697
- Virtual International Authority File: 56400935
- WorldCat: E39PBJkD8vDf6v8TmtCRtDxFKd